# Petter Jensen
Nils Petter Jensen, född 6 oktober 1843 i Helsingborg, död där 16 mars 1925, var en svensk trädgårdsmästare.
Jensen, som var son till fröhandlaren och trädgårdsmästaren Niels Peter Jensen och Karen Christensdatter Tryde, avlade trädgårdsmästarexamen vid pomologiska institutet i Reutlingen, Württemberg, 1865. Han var under en följd av år verksam som handelsträdgårdsmästare och plantskoleägare i Ramlösa. Vid hans död hade ledningen för Ramlösa plantskola redan övertagits av sonen Holger Jensen.  Petter Jensen är begravd på Donationskyrkogården i Helsingborg.